# Ińsko
Ińsko è un comune urbano-rurale polacco del distretto di Stargard Szczeciński, nel voivodato della Pomerania Occidentale.
Ricopre una superficie di 151,01 km² e nel 2005 contava 3 493 abitanti.